# Chambois (Eure)
Chambois is een gemeente in het Franse departement Eure (regio Normandië). De plaats maakt deel uit van het arrondissement Bernay. Chambois is op 1 januari 2016 ontstaan door de fusie van de gemeenten Avrilly (Eure), Corneuil en Thomer-la-Sôgne. De gemeente telde 1.347 inwoners op 1 januari 2022.

## Geografie
De oppervlakte van Chambois bedraagt 27,6 vierkante kilometer; de bevolkingsdichtheid is 48,8 inwoners per km² (per 1 januari 2019).

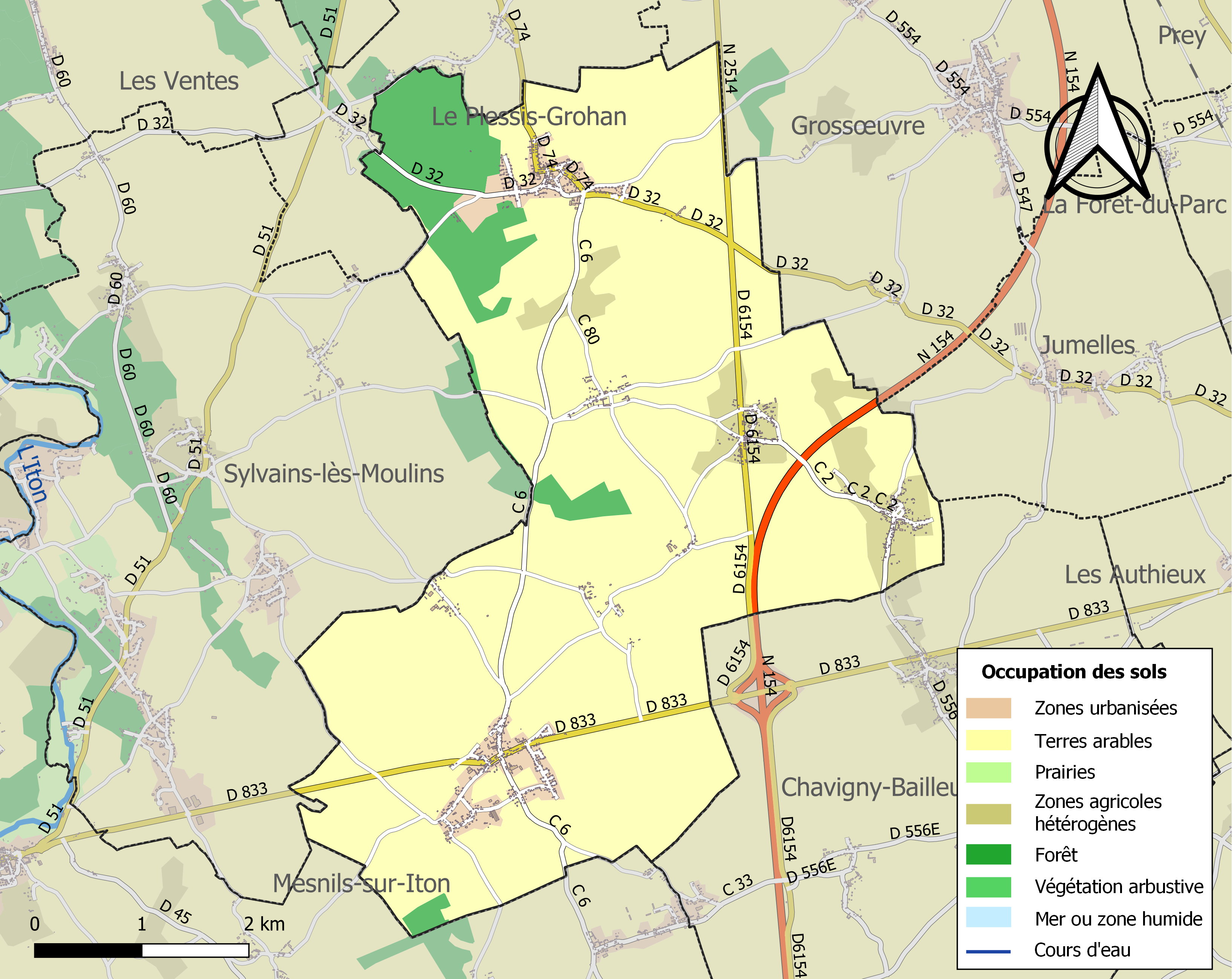
Kaart van de gemeente met belangrijkste infrastructuur, bodemgebruik en omliggende gemeenten